# Oxynoemacheilus
Oxynoemacheilus es un género de peces perteneciente a la familia de los balitóridos y al orden de los cipriniformes.

## Distribución geográfica
Se encuentra desde Albania hasta el centro de Irán: cuatro especies son europeas (Oxynoemacheilus bureschi, Oxynoemacheilus merga, Oxynoemacheilus pindus y Oxynoemacheilus theophilii), mientras que las restantes son de Anatolia y de Oriente Medio.

## Especies
- Oxynoemacheilus anatolicus (Erk'akan, Özeren & Nalbant, 2008)[3]
- Oxynoemacheilus angorae (Steindachner, 1897)[4]
- Oxynoemacheilus araxensis (Bănărescu & Nalbant, 1978)[5]
- Oxynoemacheilus argyrogramma (Heckel, 1847)[6]
- Oxynoemacheilus atili (Erk'akan, 2012)[7]
- Oxynoemacheilus banarescui (Delmastro, 1982)[8]
- Oxynoemacheilus bergianus (Derjavin, 1934)[9]
- Oxynoemacheilus brandtii (Kesler, 1877)[10]
- Oxynoemacheilus bureschi (Drensky, 1928)[11]
- Oxynoemacheilus ceyhanensis (Erk'Akan, Nalbant & Özeren, 2007)[12]
- Oxynoemacheilus chomanicus (Kamangar, Prokófiev, Ghaderi & Nalbant, 2014)[13]
- Oxynoemacheilus cinicus (Erk'Akan, Nalbant & Özeren, 2007)[12]
- Oxynoemacheilus cyri (Berg, 1910)[14]
- Oxynoemacheilus ercisianus (Erk'akan & Kuru, 1986)[15]
- Oxynoemacheilus erdali (Erk'Akan, Nalbant & Özeren, 2007)[12]
- Oxynoemacheilus eregliensis (Bănărescu & Nalbant, 1978)[5]
- Oxynoemacheilus evreni (Erk'Akan, Nalbant & Özeren, 2007)[12]
- Oxynoemacheilus frenatus (Heckel, 1843)[16]
- Oxynoemacheilus galilaeus (Günther, 1864)[17]
- Oxynoemacheilus germencicus (Erk'Akan, Nalbant & Özeren, 2007)[12]
- Oxynoemacheilus hamwii (Krupp & Schneider, 1991)[18]
- Oxynoemacheilus insignis (Heckel, 1843)[16]
- Oxynoemacheilus kaynaki (Erk'akan, Özeren & Nalbant, 2008)[3]
- Oxynoemacheilus kermanshahensis (Bănărescu & Nalbaant, 1966)[19]
- Oxynoemacheilus kiabii (Golzarianpour, Abdoli & Freyhof, 2011)[20]
- Oxynoemacheilus kosswigi (Erk'akan & Kuru, 1986)[15]
- Oxynoemacheilus kurdistanicus (Kamangar, Prokófiev, Ghaderi & Nalbant, 2014)[13]
- Oxynoemacheilus lenkoranensis (Abdurakhmanov, 1962)[21]
- Oxynoemacheilus leontinae (Lortet, 1883)[22]
- Oxynoemacheilus mediterraneus (Erk'Akan, Nalbant & Özeren, 2007)[12]
- Oxynoemacheilus merga (Krynicki, 1840)[23]
- Oxynoemacheilus mesudae (Erk'akan, 2012)[7]
- Oxynoemacheilus namiri (Krupp & Schneider, 1991)[18]
- Oxynoemacheilus panthera (Heckel, 1843)[16]
- Oxynoemacheilus paucilepis (Erk'Akan, Nalbant & Özeren, 2007)[12]
- Oxynoemacheilus persa (Heckel, 1847)[6]
- Oxynoemacheilus phoxinoides (Erk'Akan, Nalbant & Özeren, 2007)[12]
- Oxynoemacheilus pindus (Economidis, 2005)[24]
- Oxynoemacheilus samanticus (Bănărescu & Nalbant, 1978)[5]
- Oxynoemacheilus seyhanensis (Bănărescu, 1968)[25]
- Oxynoemacheilus seyhanicola (Erk'Akan, Nalbant & Özeren, 2007)[12]
- Oxynoemacheilus simavicus (Balik & Bănărescu, 1978)[5]
- Oxynoemacheilus theophilii (Stoumboudi, Kottelat & Barbieri, 2006)[26]
- Oxynoemacheilus tigris (Heckel, 1843)[16]
- Oxynoemacheilus tongiorgii (Nalbant & Bianco, 1998)[27]
- Oxynoemacheilus zagrosensis (Kamangar, Prokófiev, Ghaderi & Nalbant, 2014)[13][28][29][30][31]